# Collection Daled
De Daled collectie is een private kunstverzameling van de Brusselse radioloog Dr. Herman Daled (1930-2020) en zijn echtgenote Nicole Verstraeten. Zij verkochten en schonken hun verzameling in juni 2011 aan het MoMA in New York . Buiten de kunstwerken zelf verwierf het MoMA ook het archief van de verzamelaars. Dit bevat foto's, brieven en documenten die het onderzoekers mogelijk maakt inzicht te krijgen in de historische context waarin de collectie tot stand kwam. 

## Situering
Deze collectie omvat 223 werken conceptuele kunst van de jaren 60 en 70 van de twintigste eeuw. Er zit werk bij van Daniel Buren, Sol LeWitt, Robert Mangold, James Lee Byars, Dan Graham, Jacques Charlier, Vito Acconci, On Kawara, Niele Toroni, Lawrence Weiner en Cy Twombly. 

De collectie bevat ook een zestigtal werken van de Belgische kunstenaar Marcel Broodthaers, waaronder een vroeg werk La robe de Maria uit 1966 . Broodthaers was bevriend met het verzamelaarsechtpaar en adviseerde soms over nieuwe aankopen.

Met de uitspraak Je déteste le décor gaf de verzamelaar aan kunst niet als decoratie te beschouwen om aan een wand te bewonderen. Daarom startte hij in 1966 de uitbouw van een verzameling conceptuele kunst. Daarbij beperkte hij zich niet tot het aankopen van kunst maar stelde hij de kunstenaar in staat kunst te maken los van de mechanismen van de vrije markt. Het echtpaar steunde projecten, financierde publicaties en gaf kunstenaars zelfs een salaris. Bij de uitbouw van hun verzameling hanteerden zij de volgende principes:
- koop nooit werken van overleden kunstenaars
- verwerf nooit werken op de kunstmarkt maar koop rechtstreeks van de kunstenaar
- verkoop nooit werken door uit je collectie

In 2010 stelde het Haus der Kunst in München de gehele collectie tentoon onder de noemer Less is More (Weniger ist mehr. Bilder, Objekte, Konzepte aus Sammlung und Archiv von Herman und Nicole Daled. 1966–1978).